# Магеррамов Ельмар Сурхай-огли
Ельмар Магеррамов (азерб. Elmar Məhərrəmov; 10 квітня 1958, Баку) — азербайджанський шахіст і шаховий тренер, перший гросмейстер в історії незалежного Азербайджану (звання здобув 1992 року).

## Шахова кар'єра
Перших значних успіхів почав досягати в другій половині 1980-х років. Двічі посідав 2-ге місце в Баку, 1986 року позаду Михайла Гуревича, a 1988 року після Олександра Хузмана, разом з Володимиром Маланюком. 1989 року був другим у Варшаві (позаду Сергія Калінічева) а також поділив 2-ге місце в Белграді (після Бориса Нісмана, разом із, зокрема, Мілошем Павловічем) i в Подольську (позаду Максима Сорокіна, разом з Юрієм Яковичем, Вадимом Рубаном i Юрієм Круппою). 1990 року переміг на турнірі за швейцарською системою в Андорра-ла-Вельї. 1991 року досягнув одного з найвищих успіхів у кар'єрі, здобувши в Москві звання віце-чемпіона СРСР (поділив тоді 1-ше місце разом з Арташесом Мінасяном, але на дограванні поступився). Того самого року також поділив 1-ше місце в Челябінську (позаду Семена Двойріса, разом з Сергієм Іоновим i Михайлом Улибіним). Також до його успіхів належать, зокрема, в Санкт-Петербургу (1992, посів 1-ше місце), Монпельє (1999, поділив 1-ше місце разом з Мірчою-Серджу Лупу), Абу-Дабі (2001, поділив 2-ге місце після Сергія Загребельного, разом з Олексієм Барсовим), Дубаї (2005 i 2006 посів 1-ше місце, 2007 поділив 1-ше місце з Фуадом ель-Тагером).
Найвищий рейтинг Ело в кар'єрі мав станом на 1 липня 1994 року, досягнувши 2580 пунктів, ділив тоді 83-92-ге місце в світовій класифікації ФІДЕ, водночас посідав 1-ше місце серед азербайджанських шахістів.
Крім успіхів гравця має значні здобутки як шаховий тренер. 1984 року співпрацював з Гаррі Каспаровим, а 1991-го — з Маєю Чибурданідзе під час підготовки цих гравців до матчів за звання чемпіона світу.

## Зміни рейтингу
| На цьому місці має відображатися графік чи діаграма, однак з технічних причин його відображення наразі вимкнено. Будь ласка, не видаляйте код, який викликає це повідомлення. Розробники вже працюють для того, щоби відновити штатне функціонування цього графіка або діаграми. | |
| | На цьому місці має відображатися графік чи діаграма, однак з технічних причин його відображення наразі вимкнено. Будь ласка, не видаляйте код, який викликає це повідомлення. Розробники вже працюють для того, щоби відновити штатне функціонування цього графіка або діаграми. |